# Victoriano Fernández de Asís
Victoriano Fernández de Asís (La Coruña; julio de 1906-Madrid; 14 de mayo de 1991) fue un periodista español.

## Trayectoria
Licenciado en Derecho por la Universidad de Salamanca, siendo todavía muy joven dirigió los diarios Orzán y El Día.
En 1933 se instala en Madrid y un año más tarde comienzan sus colaboraciones en el diario El Sol.
Tras finalizar la guerra, trabajó en Pueblo, primero escribiendo sobre cuestiones navales y finalmente haciendo crítica literaria. Más tarde pasó a Radio Nacional de España, de la que sería jefe de la programación cultural.
Ingresa en TVE en 1956, el año de su inauguración, para moderar un debate sobre la rebelión de Hungría, de la que había sido testigo. 
Continuó participando en programas de debate y entrevistas, como La hora Philips. En 1959 fue nombrado jefe de Programas, incluidos los informativos, cargo que desempeñó hasta 1962. Posteriormente llegó a dirigir el Telediario a principios de los años setenta. Durante la década anterior, puso en marcha varios programas de entrevistas, debate o información política, como La figura de la semana, dentro del programa Festival Marconi (1956-1957), Imagen de una vida (1956), Foro TV (1963-1964), Rueda de prensa (1965-1966), Llamada al diálogo (1966), Tribuna TV (1967-1968), Hora punta (1969) o ...Y siete (1971).
Su presencia en la pantalla comienza a menguar con la década de los setenta. En 1974 presentó brevemente el Telediario, pero tras el cese de Pío Cabanillas, ese mismo año, terminó abandonando el medio.
En RNE dirigió y presentó España a las ocho, en donde fueron famosas sus ruedas de prensa con los corresponsales en el extranjero.
Autor de varios libros, entre los que figuran: Epistolario de Felipe II sobre asuntos de mar, La dragoneta, Tiempo nuevo o Doces meses y un día.
Fue Premio Ondas (Nacionales de Televisión) en 1963, como Mejor director.
- Datos: Q6161574